# Вердун (футбольний клуб)
Спорт Клуб Вердун або просто Вердун (порт. Sport Clube Verdun) — професіональний кабовердійський футбольний клуб з селища Педра ді Луме, на острові Саль.

## Історія
Клуб було засновано 1 травня 1945 року в селищі Педра ді Луме в східній частині острова Саль, домашні матчі «Вердун» проводить в Еспаргуші, а своє брудне поле використовує для тренувань. Своє перше острівне чемпіонство клуб виграв у 1980 році, а наступний було завойовано лише через 34 роки, в 2014 році. Серед інших трофеїв, які здобув клуб, необхвдно виділити Кубок острова (2001) та дві перемоги в Суперкубку острова (2001 та 2014).
В даний час президентом клубу є Алсінду Консейсау Сілва, а менеджером Домінгу Гоміш, який замінив Джуліану Сантуша, який тепер керує Жувентуде (Саль).
Зараз «Вердун» виступає у вищому дивізіоні Чемпіонату острова Саль.

## Логотип
Їх логотип складається зі щита пофарбованого з лівого боку в жовтий колір і зелений — з правого, у верхній частині щита знаходяться перші літери назви клубу («SCV»), які розташовуються з верху до низу, на щиті містяться також лопата та кирка, а також девіз «робота, спорт і єдність» (португальською мовою " Trabalho, desporto, unidade ") на середині щита і під цим девізом на жовтій стрічці можна прочитати слово «прогрес» (португальською мовою "Progresso").

## Досягнення
- Чемпіонат острова Саль: 2 перемоги

1979/80, 2013/14
- Кубок острова Саль з футболу: 1 перемога

2000/01
- Суперкубок острова Саль: 2 перемоги

2000/01, 2013/14

## Історія виступів у чемпіонатах та кубках

### Національний чемпіонат
| Сезон | Див. | Міс. | Іг. | В | Н | П | ЗМ | ПМ | РМ | О | Кубок | Примітки     | Плей-оф         |
| ----- | ---- | ---- | --- | - | - | - | -- | -- | -- | - | ----- | ------------ | --------------- |
| 2014  | 1B   | 6    | 5   | 0 | 1 | 4 | 3  | 7  | +4 | 1 |       | Не пробилися | Не брали участі |

### Чемпіонат острова
| Сезон   | Див. | Міс. | Іг. | В | Н | П | ЗМ | ПМ | РМ | О  | Кубок | Суперкубок | Примітки                           |
| ------- | ---- | ---- | --- | - | - | - | -- | -- | -- | -- | ----- | ---------- | ---------------------------------- |
| 2013-14 | 2    | 1    | 10  | 6 | 2 | 2 | 15 | 9  | +6 | 20 |       | Переможець | Вихід до національного Чемпіоншипу |
| 2014-15 | 2    | 4    | 10  | 3 | 3 | 4 | 7  | 9  | -2 | 12 |       |            | Вихід до національного Чемпіоншипу |

## Президенти
- Джуліану Сантуш (до жовтня 2015 року)
- Domingo Gomes (із жовтня 2015 року)